# 張溶
张溶（1515年—1581年），字漸卿，號蒙谿，北直隶顺天府大兴县人，明朝英国公，太保、英国庄和公張崙之子。

## 生平
生于正德十年（1515年）二月三日申時，嘉靖十四年（1535年）袭爵，并于嘉靖四十四年（1565年），领左府，加太子太保。万历二年（1574年），加少保，万历九年（1581年）去世，其子张元功袭爵。
嘉靖年间，兵科给事中欧阳一敬因军政事务弹劾英国公张溶以及山西、浙江总兵官董一奎、刘显和锦衣卫佥书都督李隆等九人不称职，张溶因为是功勋之后而免于惩处，但其余的人都遭贬斥。

## 履历
- 嘉靖十四年襲爵。
- 嘉靖十八年己亥，加太子太保，二月充正使，冊封景王。世宗南巡承天府，坐五千營，掌行在右軍都督府印，扈從乘輿。
- 嘉靖二十六年丁未，提督神機營。
- 嘉靖三十一年壬子，掌前軍都督府事。
- 嘉靖三十二年癸丑，奉命祭祀太和山（武當山）。
- 嘉靖四十五年丙寅，奉命巡視明顯陵，回京後，掌左軍都督府事。
- 隆慶四年庚午，掌後軍都督府事。
- 萬曆登基，充班首官，奉敕監修兩朝實錄。
- 萬曆二年甲戌，奉敕知經筵。以穆宗實錄成，加少保。
- 萬曆五年丁丑，充正使，主持潞王冠禮。世宗實錄成，加少傅兼太子太傅。
- 萬曆六年戊寅，充正使，主持皇帝大婚。
- 萬曆八年庚辰，因足疾乞休。
- 萬曆九年七月二十九日子時卒，享年六十七。

## 家族
五世祖張玉，追封河間忠武王。高祖父張輔，追封定興忠烈王。曾祖父張懋，追封宁阳恭靖王。祖父張銳，早卒。父張崙，襲英國公，諡榮和。嫡母游氏，駙馬都尉游泰之女。生母曾氏。
娶夏氏，慶陽伯夏臣之女，封英國夫人，無子；側室趙氏、孔氏、劉氏、韓氏。男十一人：長子張元功、次張元德、張元增、張元福、張元祥、張元儁、張元贊、張元義、張元仁、張元禮、張元智。